# Vitali Logvinovski
Vitali  Stepanovitch  Logvinovski  (en russe : Виталий Степанович Логвиновский), né le 17 mars 1941 dans l'oblast de Poltava (RSSU) et mort le 22 août 2019 à Kalouga (Russie), est un acteur de cinéma et de théâtre soviétique puis russe. Artiste du peuple de la fédération de Russie (2006).

## Biographie
Il est né le 17 mars 1941. Vitaly n'avait pas l'intention de devenir acteur. Il avait l'intention d'entrer dans le département de design de l'Institut d'aviation Kuibyshev (aujourd'hui l'Université aérospatiale de Samara State), mais sa passion pour le théâtre avait gagné.
En 1965, il est diplômé de GITIS.
Travaille au théâtre dramatique Pavlodar depuis 1967, plus tard au théâtre dramatique Volgograd . Depuis 1974 - acteur Théâtre dramatique régional de Kalouga .
Lauréat du prix de l' artiste honoré de la RSFSR (16 novembre 1983) et de l'artiste du peuple de Russie (15 février 2006). Récompensé à plusieurs reprises par des diplômes et des prix du Département de la culture et des arts de l' oblast de Kalouga et du Ministère de la culture de la Russie dans la catégorie Meilleur acteur de la saison.
Logvinovsky est décédé à l'âge de 79 ans à Kalouga le 22 août 2019 après une maladie.